# Formazione dei Kansas
La rock band ha conosciuto numerosi cambi di line-up; alcuni di questi, talvolta corrispondenti anche ad un cambio di stile, hanno segnato i vari cicli nei quali è suddivisa la storia del gruppo; essi sono sei, e per ognuno vi è un sestetto diverso. Ognuno dei cicli della carriera rappresenta un preciso stile musicale, che determina l'evoluzione e il cambiamento stesso del gruppo. Queste fasi, chiamate anche cicli o incarnazioni, non sono prerogativa esclusiva di questa band, ma le hanno anche avute gruppi simili, che hanno coniugato il rock progressivo con il rock sinfonico, come Electric Light Orchestra e King Crimson.
A differenza però delle altre storiche band di rock progressivo, i Kansas non riuscirono a terminare in maniera regolare i loro cicli, composti tradizionalmente per regola da quattro album in studio; ciò fu reso impossibile dai continui cambi dei componenti.

## Formazioni e cicli della band
I Kansas, nacquero a Topeka nel 1973, e, dopo il periodo di sperimentazione cosiddetto embrionale, il gruppo riuscì a sviluppare un sound del tutto originale e proprio, grazie all'album Masque, che inaugurò così la fase dell'arena rock; conseguentemente la formazione venne denominata Kansas I. Questo periodo, caratterizzato da forti innovazioni, comprende quattro album in studio, e si conclude nel 1979, in seguito ad un cambio di stile e alle prime frizioni interne al gruppo. Nel 1982, con l'uscita di Steve Walsh e l'ingresso di John Elefante, si dà inizio al secondo ciclo della band, nel quale il gruppo vira verso il rock progressivo, sebbene con atmosfere più leggere, com'era in voga negli anni ottanta; sound che muterà ancora nel 1983, con l'ingresso del flautista e tastierista Warren Ham, il quale, aggiungendo atmosfere più cupe, darà il via al "terzo ciclo". In questo modo la band riuscì ad uscire dalla crisi dei due anni precedenti e a riguadagnare ampie platee di pubblico. Nel 1985 Kerry Livgren abbandona la band e viene sostituito da Steve Morse, originando il "quarto ciclo" il quale diverrà compositore della maggior parte dei pezzi dei due album successivi, dando al gruppo una impronta del tutto nuova, vicina all'hair metal anni ottanta. 
Un nuovo cambio di formazione si ha nel 1991, con l'ingresso di David Ragsdale, che sostituisce lo storico violinista Robby Steinhardt dando inizio al "quinto ciclo" della band; grazie in parte al nuovo entrato la band assume il suo sound pressoché definitivo, dedicandosi all'incisione di brani hard rock e power ballad, cammino già intrapreso con l'ingresso di Morse.
Nel 2021 la band torna ad essere un "sestetto", inaugurando così una nuova fase, denominata "sesto ciclo", iniziata dopo una lunga fase di interludio e cambi di formazione, che hanno determinato un periodo di semi-inattività dal punto di vista discografico.

## Album della band suddivisi per cicli
La prima fase, quella delle origini, può essere accomunata ai gruppi rock sperimentale e, in minor misura al genere folk rock, i quali erano in voga negli Stati Uniti già dai primi anni settanta, ed ottennero buoni riscontri anche nel biennio 1975-1976; vengono quindi composti degli album che sono molto lontani dalle produzioni successive della band, la cui futura carriera sarà principalmente dedicata al rock progressivo, con metodi compositivi del tutto differenti.
Il primo ciclo della band è da considerarsi in ogni caso prettamente rock progressivo, salvo qualche brano che costituisce una piccola eccezione. Esso è composto da quattro album molto noti al pubblico; essi sono Masque, Leftoverture, Point of Know Return, e Monolith, ed hanno in comune i brani rock progressivo melodico ed alcune power ballad.
Il secondo ciclo inizia e termina con Vinyl Confessions, album con alcuni brani di genere arena rock, a causa della dipartita di Steinhardt e dell'ingresso di Ham. 
Il terzo ciclo comprende solamente l'album del 1983 Drastic Measures, che, sebbene non abbia riscosso un grande successo, è considerato un "unicum" nella discografia della band,  e si conclude di fatto nel 1985.
Il quarto ciclo comprende gli album Power e In the Spirit of Things, e coincide di fatto con la presenza nella band del chitarrista Steve Morse.
Il quinto ciclo è composto dagli album Freaks of Nature (Kansas), e Always Never the Same; sfortunatamente per la band, anche questo ciclo, di notevole successo di vendite, si conclude prematuramente nel 1999, a causa del "ritorno alle origini" dovuto al rientro dello storico chitarrista Kerry Livgren.

## Formazione

### Formazione attuale
- Ronnie Platt - voce, tastiera, organo (2014-presente)
- Rich Williams - chitarra (1973-presente)
- Billy Greer - basso (1985-presente), voce (2006-presente)
- David Ragsdale - violino, chitarra (1991-1997, 2006-presente)
- Tom Brislin - tastiera, pianoforte (2018-presente)
- Phil Ehart - batteria (1973-presente)

### Ex membri principali
- Steve Walsh - voce, tastiera, percussioni, chitarra acustica (1973-1982, 1985-2014)
- Kerry Livgren - chitarra, tastiera (1973-1984, 1990-1991, 1999-2000)
- Dave Hope - basso (1973-1984, 1990, 1999-2000)
- Robby Steinhardt - violino, voce (1973-1982, 1997-2006; morto nel 2021)
- Warren Ham - tastiera, flauto, voce (1983-1986)
- Mickey Simmonds - tastiera (1981-1982)
- Michael Gleason - tastiera (1982-1983)
- Steve Morse - chitarra (1985-1991)

### Turnisti
- Joe Deninzon - violino (2023-presente)
- Roger Taylor - batteria (1982)
- David Pack - tastiera (1979-1981)
- Stephen Stills - chitarra (1992-1994)

## Ex componenti
I cosiddetti Kansas, ovvero le varie formazioni stoiche della band, sono stati i seguenti:

### Kansas I
- Steve Walsh - voce, tastiera
- Kerry Livgren - chitarra
- Robby Steinhardt - violino
- Rich Williams - chitarra
- Dave Hope - basso
- Phil Ehart - batteria

### Kansas II
- Phil Ehart - Batteria
- John Elefante - Tastiera, Voce
- Dave Hope - Basso
- Kerry Livgren - Chitarra, Tastiera
- Robby Steinhardt - Violino, Voce
- Rich Williams - Chitarra

### Kansas III
- Phil Ehart - Batteria
- John Elefante - Tastiera, Voce
- Dave Hope - Basso
- Kerry Livgren - Chitarra, Tastiera
- Warren Ham - tastiera, flauto, voce
- Rich Williams - Chitarra

### Kansas IV
- Steve Walsh - voce, tastiera
- Steve Morse - Chitarra
- Rich Williams - Chitarra
- Billy Greer - Basso
- Phil Ehart - Batteria

### Kansas V
- Phil Ehart - Batteria
- Steve Walsh - Tastiera, voce
- Billy Greer - Basso
- Greg Robert - Tastiera, voce
- Rich Williams - Chitarra
- David Ragsdale - Chitarra, violino

### Kansas VI
- Ronnie Platt
- Rich Williams
- Billy Greer
- Phil Ehart
- David Ragsdale
- Tom Brislin

## Resoconto dei membri storici e delle loro attività al di fuori del gruppo
- Steve Morse: è probabilmente il membro della band più famoso, avendo militato in vari gruppi musicali popolari. Il suo ingresso nei Kansas diede una svolta musicale che fu determinante nel riportarli al successo. Divenuto noto nel gruppo rock strumentale Dixie Dregs, è fondatore dei supergruppi musicali Flying Colors e Living Loud.[9]
- Rich Williams: è idealmente il creatore della band; sebbene abbia composto pochi brani, è comunque il principale arrangiatore, ed è presente in tutta la discografia.[10] Tra le sue numerose collaborazioni si annovera quella con Mike Patton.
- Steve Walsh: è il membro più popolare della cosiddetta prima generazione della band. Sin dagli esordi si fece notare sia come cantante, poiché era dotato di una voce molto potente, sia come grande virtuoso della tastiera. Nella metà degli anni ottanta fu inoltre il fondatore della band hard rock Streets.[11]
- Jeff Glixman: anch'egli membro della prima generazione, lasciò il gruppo dopo pochi mesi. Successivamente farà parte di altre popolari band come Magnum e Blackmore's Night, nelle quali avrà la possibilità di mostrare le sue grandi doti di tastierista.[12] A partire dagli anni ottanta si dedico anche all'attività di produttore discografico.
- Dave Hope: altro membro della prima generazione, uscì dal gruppo per la prima volta nel 1983, a seguito di una conversione religiosa. Vi rientrò per un breve periodo nel 1999. La sua attività come musicista strumentista è molto limitata.[13]
- John Elefante: appartenente alla cosiddetta seconda generazione, entrò nel gruppo nel 1982, a seguito della dipartita di Walsh, anch'egli come Dave Hope abbandonò il gruppo a seguito di una conversione religiosa; in seguito all'uscita dalla band fondò il gruppo christian rock Mastedon.[14]
- Warren Ham: membro di seconda generazione, suonò il sassofono e la tastiera nella band; tornò alla ribalta negli anni 2000, quando entrò nella storica rock band Toto.[15]
- Billy Greer: anch'egli membro di seconda generazione, entrò nella band in sostituzione di Hope nel 1985; oltre al basso Greer ricopre anche eccezionalmente il ruolo di cantante e di chitarrista.[16] È il fondatore del supergruppo progressive metal Seventh Key.
- Greg Robert: è un membro di terza generazione della band; già turnista di lungo corso, entra nella band nel 1990, con l'intento di sgravare Walsh dai compiti inerenti alla tastiera e avere maggiore libertà come frontman. Si rivelerà un'ottima scelta, soprattutto nelle parti più complesse riguardanti l'organo. Nonostante ciò non fu mai conosciuto al grande pubblico, è uno dei membri meno noti della band.[17]
- David Ragsdale: membro di terza generazione, si unisce al gruppo nel 1991, fortemente voluto dagli altri membri. Dopo sette anni la band torna dunque ad avere un violino. Oltre all'esperienza nei Kansas, Ragsdale è noto anche per aver militato nei Glass Hammer.[18]
- Zak Rizvi: chitarrista pakistano ma che vive sin da giovanissimo negli Stati Uniti, con il suo ingresso nella band nel 2016, I Kansas sono tornati, dopo un lungo periodo di pausa, ad incidere nuovi album. Con il gruppo incide due dischi, dopodiché, nel 2021 abbandonerà, per dedicarsi ad altri progetti.[19]

## Altri musicisti dal vivo
Nel corso degli anni, vari noti musicisti hanno collaborato dal vivo con la band, seppur per brevi periodi, tra questi Alex Lifeson, Mike Portnoy, Robert Fripp, Alice Cooper, e Roger Taylor.

## Turnisti
- David Pack, (1980)
- Tommy Eyre, (1987-1988)
- Mickey Simmonds, (1981)
- Peter Holsapple, (1981-1982)
- Paul Taylor (2008-2010)
- Ben Gibbard, (2014-2016)